# Cen Chunxuan
Cen Chunxuan (岑春煊) (né en 1861 et mort le 27 avril 1933) est un homme politique chinois qui fut successivement gouverneur du Shanxi (1901-1902), gouverneur-général du Sichuan (1902-1903, 1907-1908), du Liangguang (1903-1906), du Yungui (1906-1907), et du Tibet (1911).
Après la guerre de protection de la nation, il se place sous la protection de l'ancienne clique du Guangxi du général Lu Rongting. Il fonde le bureau militaire de Zhaoqing à Guangdong, avec Liang Qichao, qui s'oppose alors au président Yuan Shikai.
En 1917, il prend part au mouvement de protection de la constitution mené par Sun Yat-sen contre le Premier ministre Duan Qirui et le gouvernement de Beiyang. En 1918, il devient l'un des sept membres puis le président du comité directeur du gouvernement du Sud (Gouvernmenent militaire du Guangdong). Il contribue à écarter Sun Yat-sen du gouvernement, deviendra président de ce gouvernement pour 2 ans, de 1919 à 1921, mais est, à son tour, écarté du pouvoir en 1920 par l'armée du Guangdong dirigée par Sun Yat-sen. Il quitte alors définitivement la vie politique et meurt à Taipei en 1933.